# Gliese 504 b

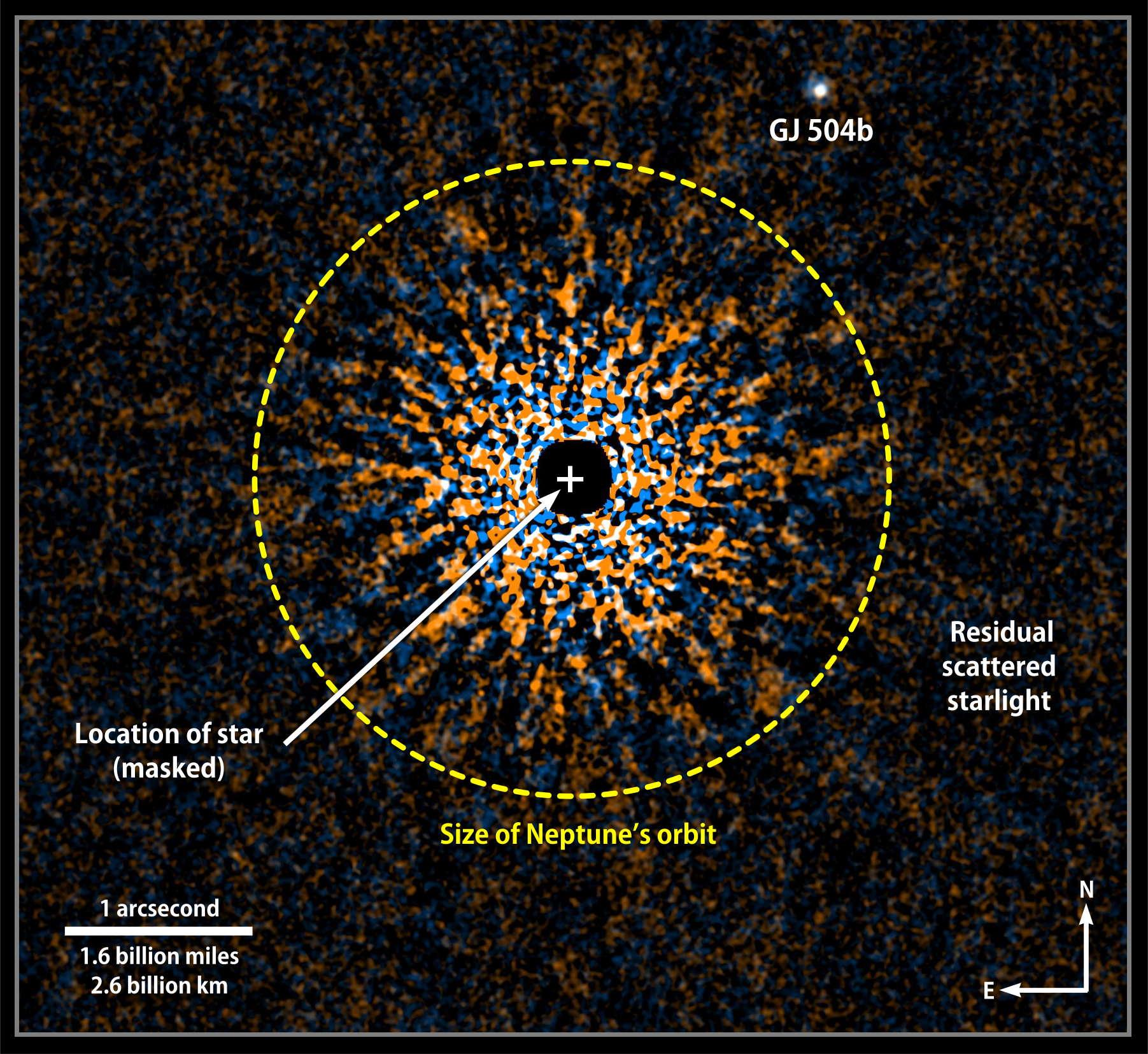
GJ 504 và GJ 504 b, được chụp bởi kính viễn vọng Subaru.

Gliese 504 b (thường được viết tắt là GJ 504 b) là một ngoại hành tinh khổng lồ và quay quanh sao tương tự Mặt Trời 59 Virginis (GJ 504). Hành tinh này được phát hiện bằng kỹ thuật chụp ảnh trực tiếp sử dụng thiết bị HiCIAO và công nghệ quang học thích ứng AO188 trên kính viễn vọng Subaru 8,2 mét của Đài quan sát Mauna Kea, Hawaii bởi Kuzuhara và các cộng sự. Nhìn trực quan, GJ 504 b sẽ có màu magenta. Tuy nhiên, một nghiên cứu gợi ý rằng GJ 504 b có thể là một sao lùn nâu. Nếu GJ 504 b là một hành tinh, hành tinh này (tính đến năm 2016) là hành tinh lạnh nhất và là một trong những ngoại hành tinh nhỏ nhất được phát hiện bằng chụp ảnh trực tiếp.

## Thuộc tính
Loại quang phổ của GJ 504 b ban đầu được dự đoán là vào cuối T hoặc đầu Y, và một nghiên cứu tiếp theo đã ước tính rằng loại quang phổ T8 là phù hợp nhất. Nhiệt độ hiệu dụng của nó là (271±10 °C), mát hơn nhiều so với các ngoại hành tinh được chụp ảnh trực tiếp trước đây có nguồn gốc hành tinh rõ ràng.